# Михельсон, Голди
Голди Михельсон (англ. Goldie Michelson, урожд. Кораш; 8 августа 1902 года — 8 июля 2016 года) — американская долгожительница. С 12 мая 2016 года до своей смерти являлась старейшим живущим человеком в США.

## Биография
Голди Михельсон родилась 8 августа 1902 года в Елизаветграде. Её отцом был студент-медик Макс Кораш. Когда Голди было 2 года её семья переехала в США. Они жили в Вустере, где её отец открыл галантерейный бизнес.
Она поступила в классическую среднюю школу, а затем в 1924 году поступила в женский колледж Университета Брауна, где стала изучать социологию. Вскоре после окончания обучения она познакомилась с Дэвидом Михельсоном, за которого позже вышла замуж. В 1931 году у них родилась дочь Рене, которая стала жить у родителей Голди. В 1936 году Михельсон получила степень магистра социологии в Университете Кларка. Голди часто путешествовала с мужем, пока он не умер в 1974 году.

### Долголетие
Возраст Голди Михельсон был подтверждён группой геронтологических исследований 25 июля 2015 года. В мае 2016, после смерти Сюзанна Мушатт Джонс, Михельсон стала старейшим жителем США. Однако она так и не стала старейшим гражданином этой страны, ибо была жива Мари-Жозефин Годетт, которая проживала в Италии, но сохранила американское гражданство и даже голосовала в президентских выборах США в 2008 году. В последние дни жизни Михельсон практически не выходила на улицу.
Голди Михельсон скончалась 8 июля 2016 года за месяц до 114-летия в возрасте 113 лет, 335 дней. На момент смерти она являлась старейшим живущим человеком в США и старейшим верифицированным человеком, родившимся в Украине когда-либо.